# Pomnik księcia Fryderyka Karola Pruskiego we Frankfurcie nad Odrą
Pomnik księcia Fryderyka Karola Pruskiego we Frankfurcie nad Odrą (Denkmal für Prinz Friedrich Karl Frankfurt (Oder)) – pomnik księcia Fryderyka Karola Pruskiego (1828–1885), który znajdował się we Frankfurcie nad Odrą od 1888 roku do lat 50. XX wieku.

## Historia
Cesarz Wilhelm II Hohenzollern osobiście prosił o wzniesienie monumentu, ponieważ książę był szczególnie poważany i ceniony we Frankfurcie, stanowiącym wówczas najstarszy i największy garnizon III Korpusu armii Cesarstwa Niemieckiego.
Pomnik księcia Fryderyka Karola Pruskiego we Frankfurcie nad Odrą, autorstwa Maxa Ungera, został odsłonięty 16 sierpnia 1888.
Dzieło znajdowało się przed plebanią Kościoła Gertrudy przy Wilhelmsplatz 10 (ob. Lindenstraße 8). Mierzyło 5,5 m i ogrodzone było ciężkimi łańcuchami, rozwieszonymi na 9 granitowych filarach. Książę ukazany był w mundurze 3 Pułku Huzarów im. von Ziethena, w którym rozpoczynał swoją karierę wojskową.
W 1944 brązowa statua została zdjęta z cokołu i przetopiona na potrzeby przemysłu metalowego w czasie II wojny światowej. Cokół, z którego usunięto w międzyczasie inskrypcje, stał na swoim miejscu do lat 50. XX wieku.